# Шуманська Олександра Іванівна
Олександра Іванівна Шуманська (Черечон) (1944, село Сулимів, тепер Жовківського району Львівської області) — українська радянська діячка, новатор сільськогосподарського виробництва, ланкова колгоспу імені Карла Маркса Нестеровського (Жовківського) району Львівської області. Депутат Верховної Ради СРСР 8—9-го скликань.

## Біографія
Народилася у селянській родині Івана Черечона. Здобула середню освіту в Сулимівській школі Нестеровського (тепер — Жовківського) району Львівської області.
З 1962 року — колгоспниця, з 1964 року — ланкова колгоспу імені Карла Маркса села Сулимів (центральна садиба у селі Надичі) Нестеровського (тепер — Жовківського) району Львівської області. Збирала високі врожаї льону.
Член КПРС з 1971 року.
Потім — на пенсії у селі Сулимів Жовківського району Львівської області.

## Нагороди
- ордени
- медалі